# Schlacht bei Waldstetten

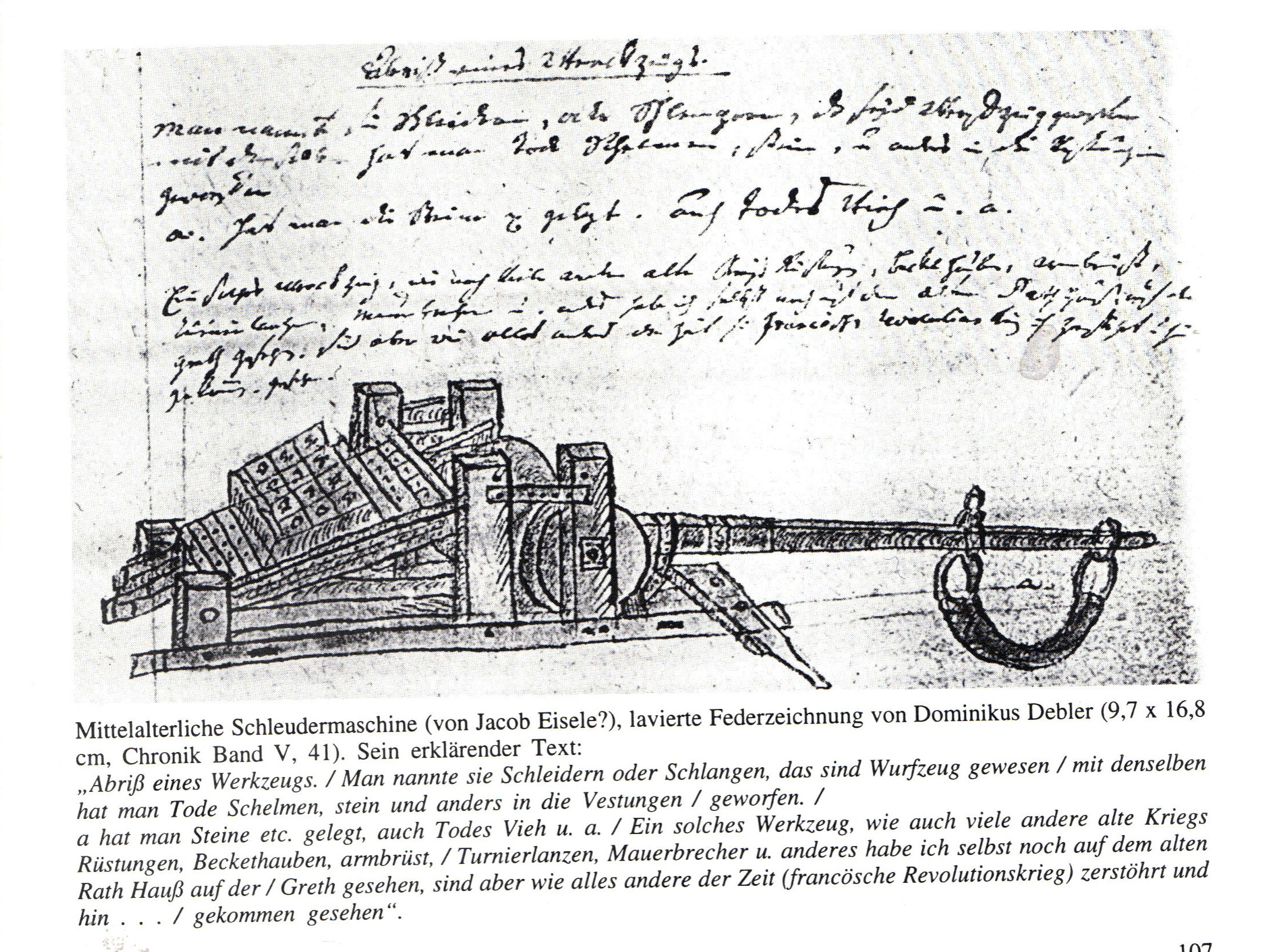
Eine solche Schleudermaschine (Zeichnung aus der Schwäbisch Gmünder Chronik Dominikus Deblers um 1800) musste der gefangengenommene Gmünder Werkmeister 1450 Graf Ulrich von Württemberg zu bauen versprechen

Die Schlacht bei Waldstetten fand während des oberdeutschen Städtekriegs am 1. September 1449 statt.
Das Aufgebot der Reichsstadt Schwäbisch Gmünd befand sich auf dem Heimweg von Waldstetten, wo es die rechbergische Burg auf dem Eichhölzle zerstört hatte. Der chronikalischen Überlieferung zufolge war dies die Rache dafür, dass Ulrich von Rechberg am Tag zuvor der Stadt eine Viehherde am Waldstetter Tor geraubt hatte. 
Die Gmünder und ihre Verbündeten aus Schwäbisch Hall wurden von einer aus Göppingen herbeigeeilten Heeresabteilung des Grafen Ulrich von Württemberg überrascht. Über die Hälfte des rund 600 Mann starken Aufgebots wurde getötet oder gefangen genommen, fast das ganze wertvolle Kriegsgerät fiel in die Hände der Feinde. Wo genau sich das Treffen abspielte, ist nicht bekannt. Hermann Kissling äußerte die Vermutung, die Schlacht habe bei der heutigen Dreifaltigkeitskapelle bei Gmünd stattgefunden.
Die wichtigste Quelle ist ein Schreiben Gmünds an Nördlingen, überliefert in den Nördlinger Missiven.